# Sicarius terrosus
Sicarius terrosus là một loài nhện trong họ|là một loài nhện trong họ Sicariidae.